# Rein Aun
Rein Aun ros. Рейн Янович Аун (ur. 5 października 1940 w Nõmme w Tallinnie, zm. 11 marca 1995 w Tallinnie) – estoński lekkoatleta startujący w barwach ZSRR, wieloboista, wicemistrz olimpijski.
Startował w dziesięcioboju. Zdobył w tej konkurencji srebrny medal na igrzyskach olimpijskich w Tokio w 1964 z wynikiem 7842 pkt, rozdzielając reprezentantów Niemiec Willego Holdorfa i Hansa-Joachima Waldego. Zajął 5. miejsce podczas mistrzostw Europy w 1966 w Budapeszcie. Wystąpił również na igrzyskach olimpijskich w Meksyku w 1968, ale nie ukończył konkurencji. Był mistrzem ZSRR w 1967 i 1968.
Rekord życiowy Auna to 7898 pkt. (według obecnej punktacji 8026 pkt.). Aun zmarł w 1995 i jest pochowany na cmentarzu Liiva w Tallinnie.